# Achetaria latifolia
Achetaria latifolia är en grobladsväxtart som beskrevs av V.C.Souza. Achetaria latifolia ingår i släktet Achetaria och familjen grobladsväxter. Inga underarter finns listade i Catalogue of Life.